# Верховский, Александр Григорьевич
Алекса́ндр Григо́рьевич Верхо́вский (род. 23 августа 1956 года, Санкт-Петербург) — Член Совета Федерации Федерального Собрания Российской Федерации от Сахалинской области (2012—2017). Возглавляемая им компания «Гидрострой» стала многопрофильным холдингом, основным работодателем и налогоплательщиком Курильского района, а сам А.Г. Верховский получил в народе известность как «хозяин Итурупа».
В рейтинге журнала Forbes «200 богатейших бизнесменов России 2021» занял 185 позицию с состоянием в 600 млн долларов.

## Биография
Родился 23 августа 1956 года в Санкт-Петербурге в семье служащих. В 1972 году окончил среднюю школу и поступил в Ленинградское высшее военное строительное инженерное Краснознаменное училище им. А. Н. Комаровского. Окончил в 1978 году.
С 1978 по 1984 гг. служил в Московском военном округе в должностях производителя работ, начальника строительного участка УНР. Затем был переведён в Дальневосточный военный округ, Курильский район Сахалинской области. Служил в должности начальника строительного участка, затем в должности заместителя начальника отдела УНР. В марте 1989 года был переведён в Ленинград на должность начальника производственного отдела. Уволился в запас в звании подполковника в 1991 году.
В том же году создал и возглавил рыбоперерабатывающую компанию «Гидрострой». В 2007 году «Гидрострой» приобрел группу «Пиленга» с собственным океаническим флотом, к 2010 году построил и запустил на острове два рыбоперерабатывающих завода с суммарной мощностью переработки 900 т рыбы в сутки и по одному предприятию на Шикотане на 300 т в сутки, а также Сахалине — 200 т в сутки. Владелец сахалинского банка «Итуруп». Женат, имеет троих детей.
С ноября 2010 по апрель 2011 гг. — член Комитета СФ по аграрно-продовольственной политике и рыбохозяйственному комплексу. С ноября 2012 года работает в составе Комитета по аграрно-продовольственной политике и природопользованию. До избрания являлся депутатом Сахалинской областной Думы шестого созыва на непостоянной основе. С апреля по ноябрь 2011 года — заместитель председателя Комитета СФ по аграрно-продовольственной политике и рыбохозяйственному комплексу. С ноября 2011 — член Комитета СФ по аграрно-продовольственной политике и природопользованию.
Член партии «Единая Россия».

## Награды
- Медаль ордена «За заслуги перед Отечеством» II степени
- Медаль «300 лет Российскому флоту»
- Лауреат Международной премии всехвального апостола Андрея Первозванного «За Веру и Верность» за «самоотверженный труд по возрождению экономики Курильских островов и сохранение целостности Российского государства» (2003) .
- Лауреат премии Правительства РФ в области науки и техники (2007)[3].